# Saint-Germain d’Auxerre

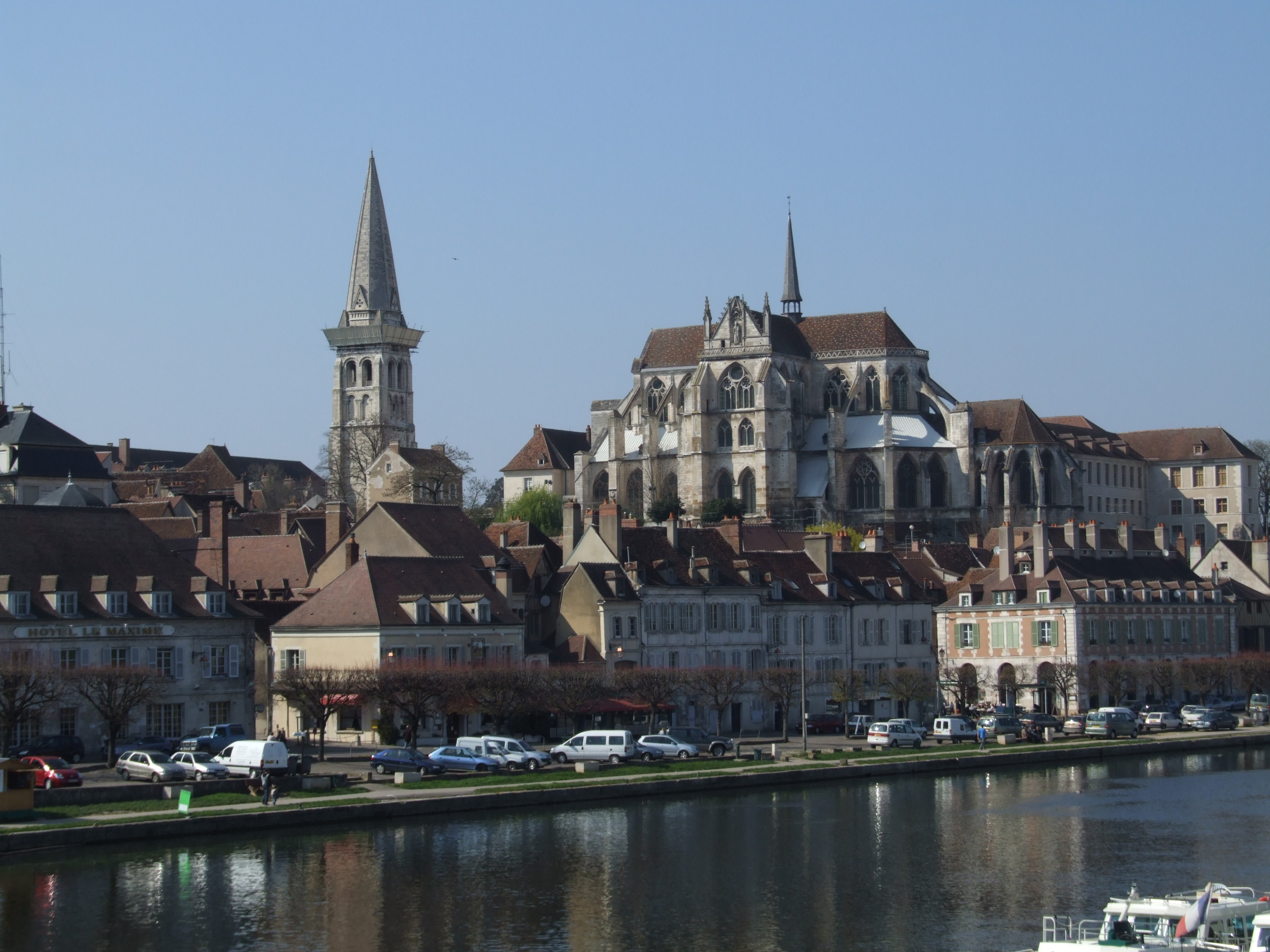

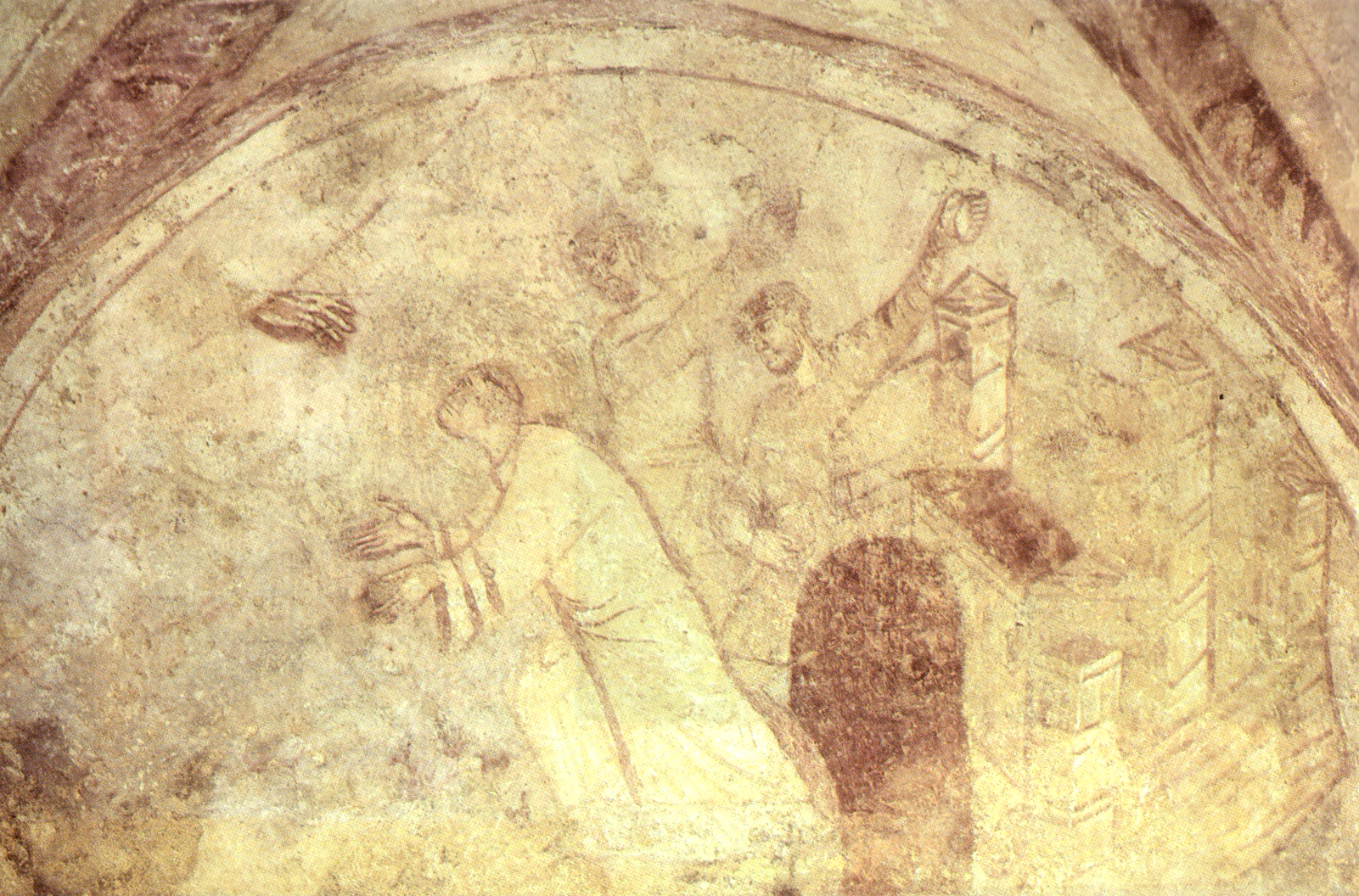
Karolingische Wandmalereien

Die ehemalige Abtei Saint-Germain d’Auxerre befindet sich im Norden des Stadtzentrums von Auxerre. Bischof Germanus von Auxerre gründete sie und stellte für die Anlage Boden seiner Familie außerhalb der damaligen Stadtmauern sowie Ländereien zur Verfügung, um ihre Existenz sicherzustellen.

## Baugeschichte
Das erste Gebäude des Klosters war eine einfache Kapelle, die dazu bestimmt war, die Reliquien des Märtyrers Mauritius und seiner Gefährten aus der Thebaischen Legion aufzunehmen, und ihm auch gewidmet wurde. Germanus selbst wurde am 1. Oktober 448 dort beerdigt.
Zu Beginn des 6. Jahrhunderts ließ die merowingische Königin Chrodechild, die Ehefrau des Königs Chlodwig I., die Kapelle zu einer Basilika ausbauen. Zur Zeit der Karolinger wurde die Grabbasilika des Germanus zu einer Abtei unter königlichem Schutz erweitert. Die Heilung des Grafen Konrad aus der Familie der burgundischen Welfen, Schwager Ludwigs des Frommen, von einem Augenleiden im Jahr 840 veranlasste diesen dazu, einen Neubau der Basilika in Auftrag zu geben: Der Baubeginn war 841, 857 war die Krypta weitgehend fertig, 860 wurden Germanus’ Gebeine, die zwanzig Jahre zuvor ausgelagert worden waren, in den Neubau überführt. 865 wurde die neue Kirche mit der Weihe erst der cryptae inferiores, dann der cryptae superiores mit einer Länge von nun mehr als 100 Metern vollendet.
Brände im 11. und 12. Jahrhundert erforderten umfangreiche Renovierungsmaßnahmen am Langhaus in der zweiten Hälfte des 12. Jahrhunderts; von der dabei errichteten romanischen Doppelturmfassade ist nur der südliche Turm erhalten geblieben. 1277 gab der Abt Jean de Joceval (1241–1277) einen gotischen Neubau in Auftrag, an dem bis 1398 gearbeitet wurde, ohne dass eine Fertigstellung erreicht wurde.

## Heutiger Zustand
Das Kloster wurde 1567 durch Hugenotten teilweise zerstört, 1810 säkularisiert und im Jahr darauf teilweise abgerissen. Das Langhaus wurde dabei auf seine aus der Gotik stammenden Teile reduziert, denen 1817 eine neugotische Fassade vorgesetzt wurde: Der erhalten gebliebene Südturm steht als Folge dieser Maßnahme jetzt ohne Verbindung zur Basilika.
Auf dem Gelände der Abtei ist heute das Musée-Abbaye Saint-Germain. Musée d’Art et d’Histoire d’Auxerre untergebracht, das 2015 fast 41.000 Besucher hatte. Es gehörte damit zu den zehn meistbesuchten Touristenzielen im Département Yonne.
In der ausgedehnten mehrgeschossige Kryptenanlage sind die ältesten bekannten Wandmalereien Frankreichs zu sehen – aus der Zeit um 850. Sie wurden erst 1927 entdeckt. Sie zeigen u. a. die Gefangennahme des hl. Stephanus in deutlich urtümlich-archaischen Formen.
Wegen des abfallenden Geländes ist die Kirche im Osten mit mehreren übereinander liegenden Krypten ausgestattet, die den bedeutendsten Komplex karolingischer Architektur in Frankreich darstellen. Diese Kirche lebt also von der Geschichte der verschiedenen Vorgängerbauten, deren Bedeutung und Aussehen bis auf die Krypten allerdings umstritten ist.

## Äbte
- Hugo Abbas († 886), Abt seit 853
- Lothar († 865), Sohn Karls des Kahlen (Karolinger)
- Karlmann (Sohn Karls des Kahlen) (†877), Abt 866–873
- Richard der Gerichtsherr († 921), Laienabt, Herzog von Burgund
- Guillaume de Grimoard, 1352ff., ab 1362 Papst Urban V.
- Louis I. de Lorraine-Guise